# Bill de Blasio

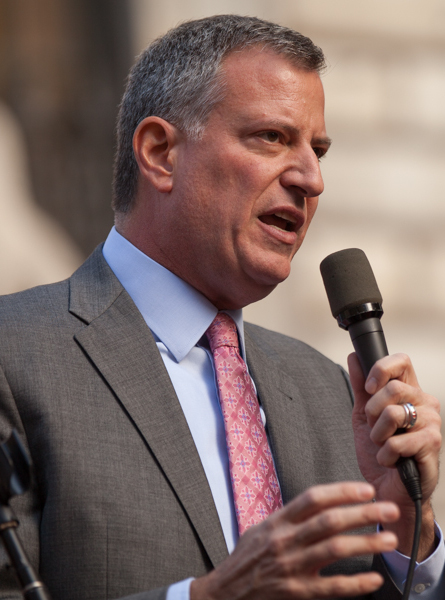
Bill de Blasio

Bill de Blasio, eredeti nevén Warren Wilhelm, Jr. (New York, 1961. május 8. –) New York 109. polgármestere, hivatalát 2014. január 1. óta tölti be.
Személyében 20 év óta először tölti be demokrata párti politikus a tisztséget. A polgármester-választást 2013. november 5-én tartották, ahol de Blasio a szavazatok 73%-át kapta meg annak ellenére, hogy korábban esélytelennek tartották a cím elnyerésére. Kampányában a cégeket érintő adókedvezmények megnyirbálását és a leggazdagabbak megadóztatását ígérte.